# Distrito de Cabanilla
Cabanilla es un distrito ubicado en la provincia de Lampa en el departamento peruano de Puno, bajo la administración del Gobierno Regional de Puno, en el Perú.
Desde el punto de vista jerárquico de la Iglesia católica forma parte de la Diócesis de Puno en la Arquidiócesis de Arequipa.

## Geografía
Abarca un área total de 443,04 km².
Cabanilla se encuentra ubicado en las coordenadas 15°36′56″S 70°22′0″O / -15.61556, -70.36667. Según el INEI, Cabanilla tiene una superficie total de 443.04 km². Está situado en el sur de la provincia de Lampa, en la zona céntral del departamento de Puno y en la parte sur del territorio peruano. Se halla a una altitud de 3882 m s. n. m.
| Noroeste: distrito de Lampa y distrito de Santa Lucía | Norte: distrito de Lampa    | Noreste: distrito de Juliaca                   |
| Oeste: distrito de Santa Lucía                        |                             | Este: distrito de Juliaca y distrito de Cabana |
| Suroeste distrito de Santa Lucía                      | Sur: distrito de Cabanillas | Sureste: distrito de Cabana                    |

## Demografía
Según el censo peruano de 2007, había 5573 personas residiendo en Cabanilla. La densidad de población era 12,6 hab./km².

## Autoridades

### Municipales
- 2023 - 2026[3]
  - Alcalde: Gerbacio Quispe Quispe (Somos Pueblo)
  - Regidores:

1. William Rudy Ticona Taipe (Somos Pueblo)
2. Yenny Mamani Paricahua (Somos Pueblo)
3. Reynaldo Sillo Alejo (Somos Pueblo)
4. Lizeth Emely Colca Burgos (Somos Pueblo)
5. Alipia Checca Quispe (Movimiento de Integración y Revolución Andina)

### Policiales
- Comisario:  PNP.